# Insula Jeju
Insula Jeju se află în Strâmtoarea Coreei, la sud-vest de provincia Jeolla de Sud, făcând parte din ea până a devenit o provincie separată în 1946. Capitala provinciei este orașul Jeju.
Se află la aprox. 100 km de mal, ocupând o suprafață de 1845 km². Aici se atinge cea mai mare altitudine - 1950 metri, fiind pe vulcanul stins Halla-san. Această insulă, împreună cu Inchon sunt cele mai mari centre siderurgice din Coreea de Sud.
În trecut pe această insulă erau exilate anumite persoane care aveau planuri de înaltă trădare.

## Nume istorice
În istorie această insulă a purtat mai multe nume, printre care:
- Doi (도이, 島夷)
- Dongyeongju (동영주, 東瀛州)
- Juho (주호, 州胡)
- Tammora (탐모라, 耽牟羅)
- Seomna (섭라, 涉羅)
- Tangna (탁라, 竣羅)
- Tamna (탐라, 耽羅)
- Quelpart (q.v. gyulbat, 귤밭, 橘밭)